# Rudolf Schadow
Rudolf (Ridolfo) Schadow (9. juli 1786 i Rom – 31. januar 1822 i Rom) var en tysk billedhugger.
Han var den ældste søn og elev af Johann Gottfried Schadow. I 1810 drog han og broderen Wilhelm til Rom for at studere, og dér overtog de et atelier. Hans første selvstændige værk, en statue af Paris, blev udstillet i Berlinerakademiet i 1812, og viser at Schadow var inspireret af den danske billedhugger Bertel Thorvaldsen. 
Han konverterede i 1814 til katolicismen.